# Теорема Виртингера
Теорема Виртингера — теорема о геометрических свойствах многомерного комплексного пространства. Устанавливает вид дифференциальной формы, измеряющей объёмы комплексных многообразий. Была доказана Вильгельмом Виртингером в 1936 году.

## Формулировка
Пусть {\displaystyle M\subset C^{n}} — многообразие класса {\displaystyle C^{1}} чётной вещественной размерности {\displaystyle 2m}. Объём этого многообразия:
{\displaystyle VolM\geqslant {\frac {1}{m!}}\int _{M}\varphi _{0}^{m}},
причём равенство здесь достигается в том и только том случае, когда {\displaystyle M} — комплексное {\displaystyle m}-мерное многообразие.
Здесь дифференциальная форма {\displaystyle \varphi _{0}={\frac {i}{2}}\sum _{\nu =1}^{n}dz_{\nu }\wedge {\bar {dz_{\nu }}}={\frac {i}{2}}\partial {\bar {\partial }}\left|z\right|^{2}}, где
{\displaystyle \left|z\right|^{2}=\sum z_{\nu }{\bar {z_{\nu }}}} — евклидов квадрат модуля.